# Прутська сільська рада
Прутська́ сільська рада (рос. Прутской сельский совет) — сільське поселення у складі Павловського району Алтайського краю Росії.
Адміністративний центр — селище Прутський.

## Населення
Населення — 2537 осіб (2019; 2596 в 2010, 2574 у 2002).

## Склад
До складу сільської ради входять:
| Населений пункт   | Населення, осіб (2002) | Населення, осіб (2010) |
| ----------------- | ---------------------- | ---------------------- |
| Нагорний, селище  | 96                     | 70                     |
| Прутський, селище | 2465                   | 2521                   |
| Харково, село     | 13                     | 5                      |